# ورین دوین
ورین دوین (به ارمنی: Վերին Դվին) یک روستا در ارمنستان است که در استان آرارات واقع شده‌است.  در  کیلومتری شمال آرتاشات، مرکز استان آرارات واقع شده است.

## خصوصیات
ورین دوین ۶٫۹ کیلومترمربع مساحت و ۲٬۷۰۰ نفر جمعیت دارد و در ارتفاع  متر بالاتر از سطح دریا قرار گرفته است.